# Olympic Sliding Centre
Koordinaten: 37° 39′ 13,4″ N, 128° 40′ 53″ O
Das Olympic Sliding Centre ist eine Eisbahn mit 7.000 Zuschauerplätzen. Sie befindet sich in Pyeongchang (Südkorea) und wurde im Jahr 2017 in Betrieb genommen. Bei den Olympischen Winterspielen 2018 und den Olympischen Jugend-Winterspielen 2024 fanden auf dieser Eisbahn die Wettkämpfe im Bobsport, Skeleton und Rennrodeln statt.

## Rekorde

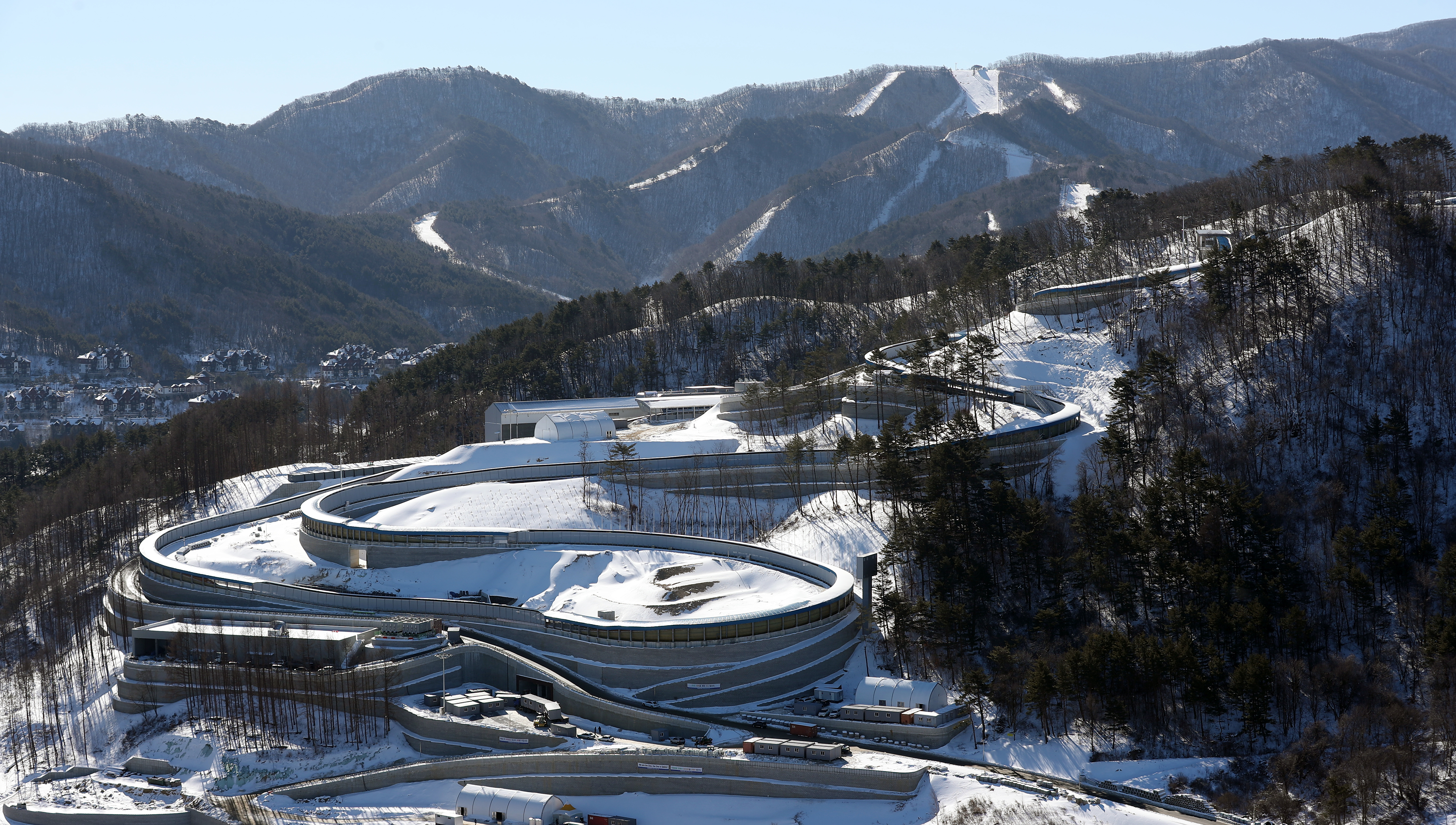
Olympic Sliding Centre

### Startrekorde
| Zweierbob Herren                                               | Viererbob Herren                                                                     | Zweierbob Damen                                             |
| -------------------------------------------------------------- | ------------------------------------------------------------------------------------ | ----------------------------------------------------------- |
| 4,85 s – 18. Februar 2018 Francesco Friedrich/ Thorsten Margis | 4,80 s – 24. Februar 2018 Justin Kripps Jesse Lumsden Oluseyi Smith Alexander Kopacz | 5,21 s – 20. Februar 2018 Elana Meyers Taylor/ Lauren Gibbs |

| Skeleton Herren                        | Skeleton Damen                        | Rodel Herren                           | Rodel Damen                               | Rodel Doppel                                         |
| -------------------------------------- | ------------------------------------- | -------------------------------------- | ----------------------------------------- | ---------------------------------------------------- |
| 4,59 s – 15. Februar 2018 Yun Sung-bin | 4,92 s – 17. März 2017 Elena Nikitina | 2,545 s – 10. Februar 2018 Tucker West | 4,302 s – 12. Februar 2018 Tatjana Hüfner | 4,174 s – 14. Februar 2018 Tobias Wendl/ Tobias Arlt |

### Bahnrekorde
| Zweierbob Herren                                                | Viererbob Herren                                                                                       | Zweierbob Damen                                              |
| --------------------------------------------------------------- | --- | ------------------------------------------------------------ |
| 48,96 s – 18. Februar 2018 Francesco Friedrich/ Thorsten Margis | 48,54 s – 24. Februar 2018 DeutschlandFrancesco Friedrich Candy Bauer Martin Grothkopp Thorsten Margis | 50,46 s – 21. Februar 2018 Elana Meyers Taylor/ Lauren Gibbs |

| Skeleton Herren                         | Skeleton Damen                           | Rodel Herren                                    | Rodel Damen                                 | Rodel Doppel                                          |
| --------------------------------------- | ---------------------------------------- | ----------------------------------------------- | ------------------------------------------- | ----------------------------------------------------- |
| 50,02 s – 16. Februar 2018 Yun Sung-bin | 51,46 s – 17. Februar 2018 Lizzy Yarnold | 47,475 s – 11. Februar 2018 Dominik Fischnaller | 46,132 s – 12. Februar 2018 Summer Britcher | 45,820 s – 14. Februar 2018 Tobias Wendl/ Tobias Arlt |

Rennrodeln Teamstaffel 
- 2:24,517 (15. Februar 2018): Natalie Geisenberger – Johannes Ludwig – Toni Eggert/Sascha Benecken (GER)